# آینوربیماخی
آینوربیماخی (به لاتین: Aynurbimakhi) یک منطقهٔ مسکونی در روسیه است که در داغستان واقع شده‌است.